# 米爾梅 (新澤西州)
米爾梅（英語：Milmay）是位於美國新澤西州大西洋縣和坎伯蘭縣的普查規定居民點。

## 人口
根據2020年美國人口普查的數據，米爾梅的面積為21.29平方千米，當中陸地面積為21.25平方千米，而水域面積為0.03平方千米。當地共有人口919人，而人口密度為每平方千米43.17人。